# 洛佐維夫卡
49°11′22″N 38°52′43″E / 49.18944°N 38.87861°E
洛佐維夫卡（烏克蘭語：Лозовівка）是位於烏克蘭東部的村莊，由盧甘斯克州舊比利斯克區的舒利亨卡市鎮負責管轄。該村始建於1854年，面積1.41平方公里，海拔高度83米，2001年人口451，人口密度每平方公里319.9人。